# Batu Tambun
Batu Tambun is een bestuurslaag in het regentschap Padang Lawas Utara van de provincie Noord-Sumatra, Indonesië. Batu Tambun telt 680 inwoners (volkstelling 2010).